# Theodore Harris
Theodore Edward "Ted" Harris, né le 11 janvier 1919 à Philadelphie et mort le 3 novembre 2005, est un mathématicien américain connu pour ses travaux sur les processus stochastiques et les chaînes de Markov, la théorie des processus de branchement et les modèles stochastiques d'interaction de particules comme les processus de contact. Il a donné son nom à l'inégalité de Harris utilisée en physique statistique et en théorie de la percolation.

## Biographie[1]
Il obtient son Ph. D. à l'université de Princeton en 1947 sous la direction de Samuel S. Wilks.
De 1947 à 1966 il travaille à la RAND Corporation où il dirige le département de mathématiques de 1959 à 1965.
En 1966 il devient professeur de mathématiques et de génie électrique à l'université du Sud de la Californie.

## Distinction
Il est élu à l'Académie Nationale des Sciences des États-Unis en 1988.

## Publications
- (en) Theodore E. Harris, The theory of branching processes, Berlin, Springer-Verlag, coll. « Grundlehren der mathematischen Wissenschaften » (no 119), 1963, xvi+232 (ISBN 978-3-642-51868-3).
- (en) Theodore  E. Harris, Kenneth J. Arrow et Jacob Marschak, « Optimal inventory policy », Econometrica, The Econometric Society, vol. 19, no 3,‎ juillet 1951, p. 250-272 (DOI 10.2307/1906813, JSTOR 1906813).
- (en) Theodore  E. Harris, « Contact interactions on a lattice », The Annals of Probability, Institute of Mathematical Statistics, vol. 2, no 6,‎ décembre 1974, p. 969-988 (DOI 10.1214/aop/1176996493, JSTOR 2959099, lire en ligne)